# Даниелян, Мушег Нерсесович

## Биография
Родился в 1900 году в Гюлатах, Арцах.
В 1914 отправился в Баку для работы на нефтепромыслах.
Член КПСС с 1918.
В 1918 - участник боев с Красной Армией за установление коммунистических порядков в Баку.
1920-1928 - комсомольский работник в НКАО.
С 1928 - перешел на партийную работу.
1931-1933 - заведующий отделом ЦК КП АзССР.
1933-1934 - секретарь горкома КП Кировабада.
С 1934 - работал в АрмССР.
В 1936 - первый секретарь Ереванского горкома КП(б) Армении.
В 1937 - председатель Совета народных комиссаров Армянской Советской Социалистической Республики
Без основания репрессирован и расстрелян (1938), посмертно реабилитирован (1955).